# Guy Menga
Pour les articles homonymes, voir Menga.
Guy Menga (né Gaston Guy Bikouta Menga en 1935) est un romancier, dramaturge et journaliste congolais, qui dirige la section africaine de Radio France internationale en 1990, puis devient ministre dans le gouvernement d'André Milongo entre juin 1991 et janvier 1992.

## Biographie
Guy Menga est né en 1935 à Mankonongo, village situé  au bord de la rivière Loufoulakari, dans  le sud du Congo. Il fait ses études primaires à l’école Saint-Joseph de Bacongo à Brazzaville, puis ses études secondaire au Collège Chaminade.  
Guy Menga débute sa carière en tant qu'instituteur dès 1957. En 1959, il devient le premier directeur congolais de l’école saint Vincent à Poto-Poto. En 1961, il est admis au concours d’entrée au Studio-École de la SORAFOM et quitte le Congo pour la France où il suit une formation d’animateur radio.  
Il retourne au Congo en 1962 et rejoint  Radiodiffusion Télévision Congolaise, d'abord comme  animateur, puis devient Directeur des Progammes. Il occupe directeur général de TéléCongo de 1962 à 1971. 
Il se fait connaitre comme  auteur de pièces de théâtre à travers ses oeuvres La Marmite de Koka-Mhala et l'Oracle. Sa pièce La Marmite de Koka-Mbala est présentée en 1966, au premier festival des Arts nègres à Dakar, et L’Oracle. Ces deux pièces sont primées par l’Ocora (Office de coopération culturelle, transformée en Institut national de l’audiovisuel) en France.      

## Distinctions
En 1969, il reçoit le Grand prix littéraire d'Afrique noire pour son roman  La Palabre stérile.